# Gegant d'Atacama
El Gegant d'Atacama, Gegant de Tarapacá o Geoglif de Cerro Unita, és una gran figura de 119 m de llarg traçada al flanc nord-oest del turó Unita, a 15 km del poble de Huara (Comuna de Huara, província del Tamarugal, regió de Tarapacá, Xile), territori comprés al desert d'Atacama. Es creu que la figura hauria estat elaborada per habitants de la zona en el període intermedi tardà, comprés en el tram cronològic dels 900 als 1.450 anys.
El gegant va ser albirat per primera vegada en un vol exploratori realitzat per Eduardo Iensen Franke el 1967, acompanyat dels arqueòlegs Delbert True, i Lautaro Núñez Atencio.

Se suposa que la representació correspon a un xaman o yatiri, tot i que també podria referir-se a la deïtat andina Tunupa-Tarapacá, que realitzà una travessia des del llac Titicaca cap al Pacífic. Sobre Tunupa-Tarapacá s'assenyala que "el mateix Pachacuti Yamqui, en la seua transcripció de la primera oració de Manco Cápac, evoca Viracocha com a creador del món, i afegeix que, en aquesta primera edat de les tenebres, les persones vivien en llocs erms i, per escassetat de terra, es barallaven sense parar. Llavors hi aparegué Tunupa.
| «                           | Del qual diuen que parlava totes les llengües millor que els autòctons i l'anomenaven Tonapa o Tarapacá. | » |
| — Pachacuti 1993 [1613]:188 | |   |

Pachacuti 1993 [1613]:188

Aquest personatge, segons Pachacuti, camina per les terres del Tahuantinsuyu fent miracles: 
| «                            | Doncs es deia aquest home Tonapa Uiracochampa Cachan, i ¿no era el gloriós apòstol Sancto Thomás? (...) Aquest home anomenat Thonapa, diuen que anava per totes aquelles províncies dels Collasuyos predicant-los sense descans. | » |

Dibuix del Gegant de Tarapacá

| — Pachacuti, 1993 [1613]:189 | |   |